# Буряад унен
Буряад унен (Бурятська правда) — республіканська газета бурятською мовою, що видається в Бурятії, Росія. Засновниками є президент, уряд і Народний Хурал Бурятії.
У газеті висвітлюються суспільні, економічні й політичні аспекти життя Бурятії. Публікуються матеріали по мові й культурі бурят.
В 1970-ті роки газета виходила 6 разів на тиждень, а тираж перевищував 8,5 тис. екземплярів.
Газета заснована в грудні 1921 році за назвою «Бурят-Монголой үнэн» (Бурят-Монгольська правда). Спочатку виходила в Читі. Сучасна назва — з 1958 року.